# Semele menezesii
Semele menezesii — вид рослин з родини Холодкові (Asparagaceae), ендемік Мадейри.

## Поширення
Ендемік архіпелагу Мадейра.